# Selecció de futbol d'Angola
La Selecció de futbol d'Angola és l'equip representatiu del país a les competicions oficials. Està dirigida per la Federació Angolesa de Futbol (en portuguès, Federaçao Angolana de Futebol), pertanyent a la CAF.

## Participacions en la Copa del Món
- Des de 1930 a 1982 - No participà
- Des de 1986 a 2002 - No es classificà
- 2006 - Primera fase
- Des de 2010 a 2018 - No es classificà

## Participacions en la Copa d'Àfrica
- Des de 1957 a 1980 - No participà
- Des de 1982 a 1984 - No es classificà
- 1986 - No participà
- Des de 1988 a 1994 - No es classificà
- 1996 - Primera fase
- 1998 - Primera fase
- Des de 2000 a 2004 - No es classificà
- 2006 - Primera fase
- 2008 - Quarts de final
- 2010 - Quarts de final
- 2012 - Primera ronda
- 2013 - Primera ronda
- 2015 a 2017 - No es classificà